# Craxi (cognome)
Craxi è un cognome di lingua italiana.

## Varianti
Crasci, Crascì, Craxì.

## Origine e diffusione
Craxi è un cognome di origine siciliana la cui pronuncia originaria è /ˈkraʃʃi/; sono tuttavia noti come /ˈkraksi/, tra gli altri, i politici italiani sotto elencati. Una variante dello stesso cognome è Craxì (/kraʃˈʃi/ o /krakˈsi/). Esistono anche le varianti grafiche Crasci e Crascì, che mantengono saldamente la pronuncia originaria /-ʃʃ-/ (IPA).
Il noto giornalista e studioso di antroponimia siciliano Bent Parodi ipotizza un'origine del cognome Craxi dal neogreco κρασί (krasí, cioè vino), in virtù dei legami tra i centri dei Nebrodi messinesi e la cultura greca e bizantina. L'area d'origine del cognome è infatti tra Tortorici e San Salvatore di Fitalia, sui Monti Nebrodi, in provincia di Messina: nel primo comune è più presente la forma Craxi, nel secondo quella Craxì (famiglia nobile che governò a lungo San Salvatore di Fitalia alternandosi con i Musarra). I politici con questo cognome discendono da un ramo dei Craxi stabilitosi successivamente a San Fratello, dove si parla un dialetto alto italiano, sempre sui Nebrodi Messinesi.
È possibile anche la derivazione dal latino Crassum, con il quale i romani indicavano l'esattore delle imposte. Le varianti siciliane dovrebbero essere Crasci, Crascì, Grassia, Ingrascì, Ingrassia, Grasso.
Quest'ultima osservazione appare ancora più evidente se si considera l'evoluzione fonetica dell'originale latino. In siciliano infatti grasso è detto tutt'oggi crasciu, ngrasciu o grasciu. Il passaggio del nesso latino -SS- in -SC- lo si ritrova in altre parole come vasciu (“basso”).
Non bisogna dimenticare che la grafia siciliana, soprattutto nell'onomastica e nei toponimi, trattiene un antico uso della lettera x in luogo di sc, come nel caso del cognome Xibilia (Scibilia), degli abitanti di Calascibetta detti xibetani (pronunciato “scibetani”) o ancora di comuni come Joppolo Giancaxio (letto “Giancascio”).

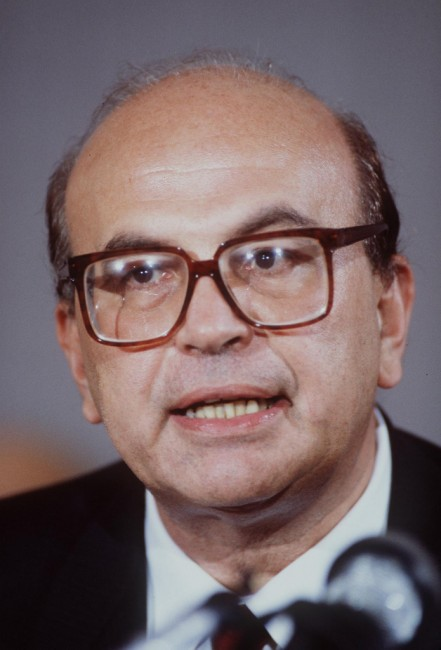
Bettino Craxi

## Persone
- Bettino Craxi (1934-2000), politico italiano, ex presidente del consiglio e segretario del PSI
- Bobo Craxi (1964), politico italiano, figlio di Bettino
- Stefania Craxi (1960), politica italiana, figlia di Bettino